# Руво ди Пуля
Ру̀во ди Пу̀ля (на италиански: Ruvo di Puglia, на местен диалект Riuve, Рюве) е град и община в Южна Италия, провинция Бари, регион Пулия. Разположен е на 266 m надморска височина. Населението на общината е 25 786 души (към 2010 г.).